# Ramón Platero
Ramón Platero (Canelones, 23 de dezembro de 1894 – Santos, 5 de agosto de 1950) foi um treinador de futebol uruguaio.

## Carreira
Platero foi um grande treinador de sua época, um uruguaio que teve grande sucesso no Brasil dirigindo o Flamengo (sendo o primeiro técnico da história do clube), o Fluminense, o Vasco da Gama, o Palestra Italia (atual Palmeiras) e o São Paulo. Antes havia dirigido a seleção de seu país, ganhando o Campeonato Sul-Americano (atual Copa América) em 1917.
Uma curiosidade é que ele ficou marcado por comandar Flamengo e Vasco da Gama ao mesmo tempo. Isso foi possível porque, naquela época, o Cruz-Maltino havia recém-criado seu time de futebol e disputava a Segunda Divisão do Campeonato Carioca. Platero, então, treinava o Rubro-Negro pela manhã e o rival no fim do dia. Platero subiu com o Vasco para a Primeira Divisão e, em 1923, acabou trocando de clube em definitivo e deixou o Fla.
O trabalho no Vasco rendeu a Platero o bicampeonato estadual de 1923 e 1924. Ele ficou no clube cruzmaltino até 1926. Em 1939, retornou ao Vasco, onde ficou até 1940, no mesmo ano encerrou no São Paulo e parou de exercer a função de treinador.
Ramón Platero ficou conhecido como o técnico que revolucionou a importância do condicionamento físico.

### Primeiro estrangeiro a treinar a Seleção Brasileira
Inicialmente, o treinador escolhido pela Confederação Brasileira de Desportos (CBD) para a Seleção Brasileira disputar o Campeonato Sul-Americano de 1925, realizado na Argentina, foi Joaquim Guimarães, mas ele acabou ficando com o cargo de diretor técnico. O treinador de campo, na realidade, acabou sendo Platero. Pela primeira vez na história, a Seleção Brasileira foi dirigida por um treinador estrangeiro, que tinha plenos poderes para convocar os jogadores e escalar o time, sem sofrer qualquer interferência por parte dos cartolas.

## Títulos
Seleção Uruguaia
- Campeonato Sul-Americano: 1917
- Copa Newton: 1917

Fluminense
- Taça Colombo: 1919
- Campeonato Carioca: 1919

Flamengo
- Taça Ypiranga: 1921
- Torneio América Fabril: 1922
- Torneio Início do Rio de Janeiro: 1922

Vasco da Gama
- Campeonato Carioca - Série A2: 1922
- Campeonato Carioca: 1923 e 1924
- Torneio Início do Rio de Janeiro: 1926
- Torneio Internacional Luiz Aranha: 1940

Santos

- Campeonato Citadino de Santos: 1929
- Torneio Início Santista (Torneio da Cidade de Santos): 1930

Palestra Italia
- Torneio Início Paulista: 1927
- Campeonato Paulista: 1926 e 1938 (edição extra)

São Paulo
- Torneio Início Paulista: 1940